# Canadá nos Jogos Olímpicos de Verão de 1900

O Canadá participou dos Jogos Olímpicos de Verão de 1900 em Paris, na França. O país fez estreia nos Jogos em 1900, conquistando 2 medalhas.